# Đình Cả
Đình Cả là thị trấn huyện lỵ của huyện Võ Nhai, tỉnh Thái Nguyên, Việt Nam.

## Địa lý
Thị trấn Đình Cả nằm ở trung tâm huyện Võ Nhai, ven quốc lộ 1B và tỉnh lộ 242 và cách ranh giới với tỉnh Lạng Sơn khoảng 10 km, có vị trí địa lý:
- Phía đông giáp xã Phú Thượng
- Phía nam giáp xã Tràng Xá
- Phía tây giáp xã Lâu Thượng
- Phía bắc giáp xã Phú Thượng.

Thị trấn Đình Cả có diện tích 10,15 km², dân số năm 2019 là 3.810 người, mật độ dân số đạt 375 người/km².
Trong khi hầu hết diện tích tỉnh Thái Nguyên nằm trên lưu vực sông Cầu, thị trấn Đình Cả nằm trên lưu vực sông Rong (hay sông Rang) thuộc lưu vực sông Thương. Thị trấn là nơi hợp lưu của suối Mỏ Gà chảy từ phía đông và một dòng suối khác từ phía tây.

## Lịch sử
Huyện lỵ Võ Nhai thời trước đặt ở xã Lâu Thượng, đến đời Đồng Khánh chuyển vào xã Tràng Xá.
Ngày 25 tháng 10 năm 1990, theo Quyết định số 454/TCCP của Ban Tổ chức Chính phủ Việt Nam, thị trấn Đình Cả được thành lập trên cơ sở một phần diện tích và dân số của xã Phú Thượng và trở thành huyện lỵ huyện Võ Nhai như hiện nay.
Đến năm 2019, thị trấn Đình Cả được chia thành 7 tổ dân phố: Cổ Rồng, Làng Lường, Bãi Lai, Tiền Phong, Hùng Sơn, Thái Long, Đình Cả.
Ngày 11 tháng 12 năm 2019, sáp nhập hai tổ dân phố Bãi Lai và Đình Cả thành tổ dân phố 1.
Ngày 10 tháng 12 năm 2021, sáp nhập hai tổ dân phố Hùng Sơn và TDP Cổ Rồng thành tổ dân phố 2.

## Hành chính
Thị trấn Đình Cả được chia thành 5 tổ dân phố: tổ dân phố 1, tổ dân phố 2, Làng Lường, Thái Long, Tiền Phong.